# Eulamaops parallelus
Eulamaops parallelus es una especie de mamífero artiodáctilo extinto, único integrante del género monotípico Eulamaops. Este camélido habitó en el centro-este del Cono Sur de América del Sur.

## Taxonomía
Esta especie fue descrita originalmente en el año 1884 por el naturalista, arqueólogo, antropólogo, paleontólogo y geólogo argentino Florentino Ameghino, bajo la combinación científica de Auchenia parallela. Cinco años después, en 1889 el propio Ameghino crea Eulamaops, un género exclusivo para esta especie, en razón de sus particularidades que lo distinguen de otros géneros de camélidos.
Holotipo
El holotipo es el catalogado como: MACN A 1185; consiste en un fragmento craneal con P3-M3 derechos y P4-M3 izquierdos.
Localidad tipo
La localidad tipo referida es: “Quinta de Azpeitia, depósito del pampeano lacustre del río Luján, Buenos Aires, Argentina”.
Etimología
Etimológicamente, el término específico parallelus refiere a una supuesta característica de la conformación dental de la especie.
Edad atribuida
La edad postulada para el estrato portador es asignado al Lujanense (Pleistoceno final) de la región pampeana de la Argentina.
Historia taxonómica
En 1930, D. J. López-Aranguren mantiene al género y le incluye un fragmento de dentición, el cual es muy distinto a los restantes camélidos sudamericanos, al presentar una distancia grande entre el margen anterior de la rama mandibular y el límite distal del M³ (en los demás esa distancia es menor a mucho menor). En 1932, Ángel Cabrera incluyó en esta especie a Paleolama brevirostris. En 1974, D. Webb lo consideró un género válido. En 1984 Marshall -y otros- consideraron a este género como del Lujanense.
En 2000 Menegaz también lo considera válido, y aporta nuevos materiales que ella cree que pertenecen a este taxón. Al igual que lo había hecho Cabrera, se detiene en el espécimen MLP 9-71, indicando que permite inferir su pertenencia a Eulamaops parallelus teniendo en cuenta la superficie oclusal de la corona, la que tiende a disminuir el ancho vestíbulo-lingual a medida que el diente va sufriendo el desgaste. Esto se observa solo en el M2 (el M3 es igual a los restantes camélidos sudamericanos y el M1 ya está muy gastado).
En 2009, Carolina Saldanha Scherer –en su tesis doctoral- concluye que la única muestra que realmente debe ser adscrita a Eulamaops parallelus es el tipo, ya que la totalidad de las que posteriormente fueron referidas como pertenecientes a este taxón terminaron siendo asignadas a otros.

## Caracterización
Por el tamaño del cráneo se concluye que era un camélido de gran tamaño. Posee lófidos en forma de “U”, cráneo con braquignatia (rostro corto), lo que influye en que el foramen mentoniano se sitúe justo bajo el canino (en los demás camélidos suele estar justo detrás de ese diente).
El carácter supuestamente diagnóstico indicado por Ameghino de que exhibe la serie de molares superiores casi paralelos entre sí (versus series convergiendo anteriormente) fue desestimado posteriormente porque el material tipo (que se creyó perdido mucho tiempo pero que logró ser localizado) presenta una fractura en la región de la sutura entre los palatinos y los maxilares, la cual fue reconstruida empleando yeso, y al hacerlo se modificó la forma del palato secundario, exagerando la impresión de que serían paralelas.
Un carácter que entre todos los Lamini sí es exclusivo de este género (según el espécimen utilizado para describirlo) es el que su paladar no presenta el característico biselado posterior entre la porción de las apófisis palatinas, generando una abertura de las coanas cuyo límite anterior varía desde entre los lóbulos mesiales del M² hasta los del M³. En el ejemplar tipo no exhibe dicha abertura, la sutura entre los palatinos se extiende hasta el límite del margen posterior del M³ (donde los palatinos están fracturados).